# Metropolit
En metropolit, af græsk metropolis, moderby/hovedstad, er en betegnelse for en gejstlig person i den ortodokse kirke, som står under patriarken, men over biskoppen. Titlen kan sammenlignes med ærkebiskop-titlen.
I romerkirken er det en ærkebiskop med jurisdiktion ikke blot over sit eget ærkestift, men også over andre kirkeprovinser samt disses biskopper. Inden for den græsk-ortodokse kirke har metropolitten rang mellem patriark og ærkebiskop.
I Det Byzantinske Rige var et provinshovedsæde – som f.eks. Trapezunt – ofte også et metropolitsæde.